# Golden type

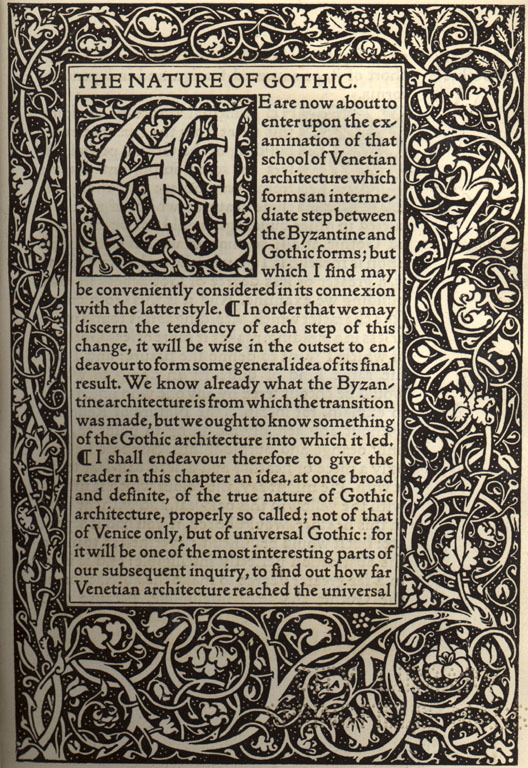
Wykorzystanie kroju Golden Type w publikacji Kelmscott Press

Golden Type (Kelmscott Golden) – dwuelementowy, szeryfowy, proporcjonalny krój pisma

## Historia
Golden Type został zaprojektowany w latach 1889–1890 przez Williama Morrisa (1834–1896), jednego z najbardziej wpływowych Brytyjczyków epoki wiktoriańskiej; artystę, projektanta, architekta, poetę, pisarza, aktywistę i reformatora społecznego, propagatora idei ruchu Arts and Crafts, założyciela wydawnictwa Kelmscott Press (działało w latach 1890–1896/98). Jako projektant Morris wypracował łatwo rozpoznawalny styl. Krój Golden Type stworzył on w okresie działalności Kelmscott Press na potrzeby opracowywanych i drukowanych tam publikacji. Pismo bazuje na klasycznym, podziwianym przez Morrisa za piękno i doskonałość formy, XV-wiecznym kroju romańskim autorstwa Nicolasa Jensona (1404–1480). Morris, projektując swoją adaptację, sfotografował i powiększył pismo Jensona, by uzyskać podstawę do opracowania liter. Golden Type jest jednak od pierwowzoru masywniejszy, „cięższy”, bardziej zaciemniony.
Kelmscott Press, które zapoczątkowało ruch prywatnych wydawnictw w Anglii i Stanach Zjednoczonych, było zwieńczeniem działalności artystyczno-społecznej Morrisa. Pozwoliło mu bowiem na publikowanie książek całkowicie zgodnych z jego estetycznymi preferencjami: masywne, ale przejrzyste pismo musiało współgrać z bogatą, żywą ornamentyką, dekoracjami na marginesach, w obramowaniach i z licznymi ilustracjami. Golden Type, doskonale dopasowane do wymogów tej estetyki, wykorzystano w wielu książkach wydawnictwa. Pierwszą z nich był średniowieczny zbiór żywotów świętych, legend hagiograficznych i opowiadań apokryficznych „Złota Legenda” („The Golden Legend”), od tytułu której pochodzi nazwa Golden Type.
Oryginalne czcionki kroju zostały przygotowane przez wysoko wykwalifikowanego rzemieślnika Edwarda Prince’a (okres działalności: 1862–1923). Krój zaprojektowany przez Morrisa nie posiadał kursywy, ale była ona dodawana do rodziny w innych, późniejszych wersjach kroju Jensona. Powstało wiele adaptacji pisma, są nimi na przykład: Jenson Old Style + italic (Joseph W. Phinney, American Type Founders) z 1893 roku i Ancient Roman (Keystone Type Foundry) z 1904 roku (oba wzorowane bezpośrednio na projekcie Morrisa).

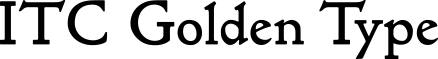
ITC Golden Type

W 1989 roku Sigrid Engelmann, Helga Jörgenson i Andrew Newton stworzyli dla niemieckiego URW++ Design and Development GmbH (wiodącego producenta czcionek cyfrowych) zdigitalizowaną postać kroju. Jego rodzina obejmuje fonty: ITC Golden Type original, ITC Golden Type original SC, ITC Golden Type bold, ITC Golden Type bold SC oraz ITC Golden Type black. ITC Golden Type jest najbardziej czytelny w większym rozmiarze i przy zwiększonych odstępach.

## Adaptacje komputerowe kroju Golden Type
- ITC Golden Type (Sigrid Engelmann, Helga Jörgenson, ITC, 1989 r.)
- ITC Golden Type EF (Sigrid Engelmann, Helga Jörgenson, Elsner and Flake, 1989 r.)
- ITC Golden Type Linotype (Sigrid Engelmann, Helga Jörgenson, Linotype i ITC, 1989 r.)
- Kelmscott Roman NF (Nick Curtis, Nick’s Fonts, 2000 r.)
- True Golden (David Nalle, Scriptorium, 1993 r.)

## Podobne kroje
Nicolas Jenson (Ernst F. Detterer, Robert Hunter Middleton, Ludlow, 1923)